# مارالال
مارالال (به لاتین: Maralal) یک منطقهٔ مسکونی در کنیا است که در شهرستان سامبورو واقع شده‌است. مارالال ۱۶٬۲۸۱ نفر جمعیت دارد.